# Natalija Hruščeljova
Natalija Petrovna Hruščeljova (rusko Наталья Петровна Хрущелёва), ruska atletinja, * 20. marec 1973, Tavda, Sovjetska zveza.
Nastopila je na poletnih olimpijskih igrah leta 2004, kjer se je uvrstila v polfinale teka na 800 m. Na svetovnih prvenstvih je v isti disciplini osvojila bronasto medaljo leta 2003, na evropskih prvenstvih pa srebrni medalji v štafeti 4x400 m v letih 1994 in 1998.